# Flabellomorphus longus
Flabellomorphus longus là một loài bọ cánh cứng trong họ Cerambycidae.